# Ciergnon
Ciergnon (en wallon Ciergnon) est une section et un village de la commune belge de Houyet situés en Région wallonne dans la province de Namur.
C'était une commune à part entière avant la fusion des communes de 1977.

## Étymologie
Le nom de Ciergnon trouverait son origine dans le nom latin "Serenius", un seigneur gallo-romain qui y aurait fait construire sa villa[réf. nécessaire].
1139 Serenium 1351 Seregnon Villa de Serenius ou lieu clair ou mieux ruisseau clair - (archives Namur)
En contrebas de l'église actuelle et du monument aux morts de la guerre se trouve un petit pré qui garde les traces d'une ancienne
tour, fossé circulaire boueux. Le lieu-dit est "la tour", prononcé en langage courant: "la Tou".

## Évolution démographique
- Source: DGS, 1831 à 1970=recensements population, 1976= habitants au 31 décembre

## Histoire

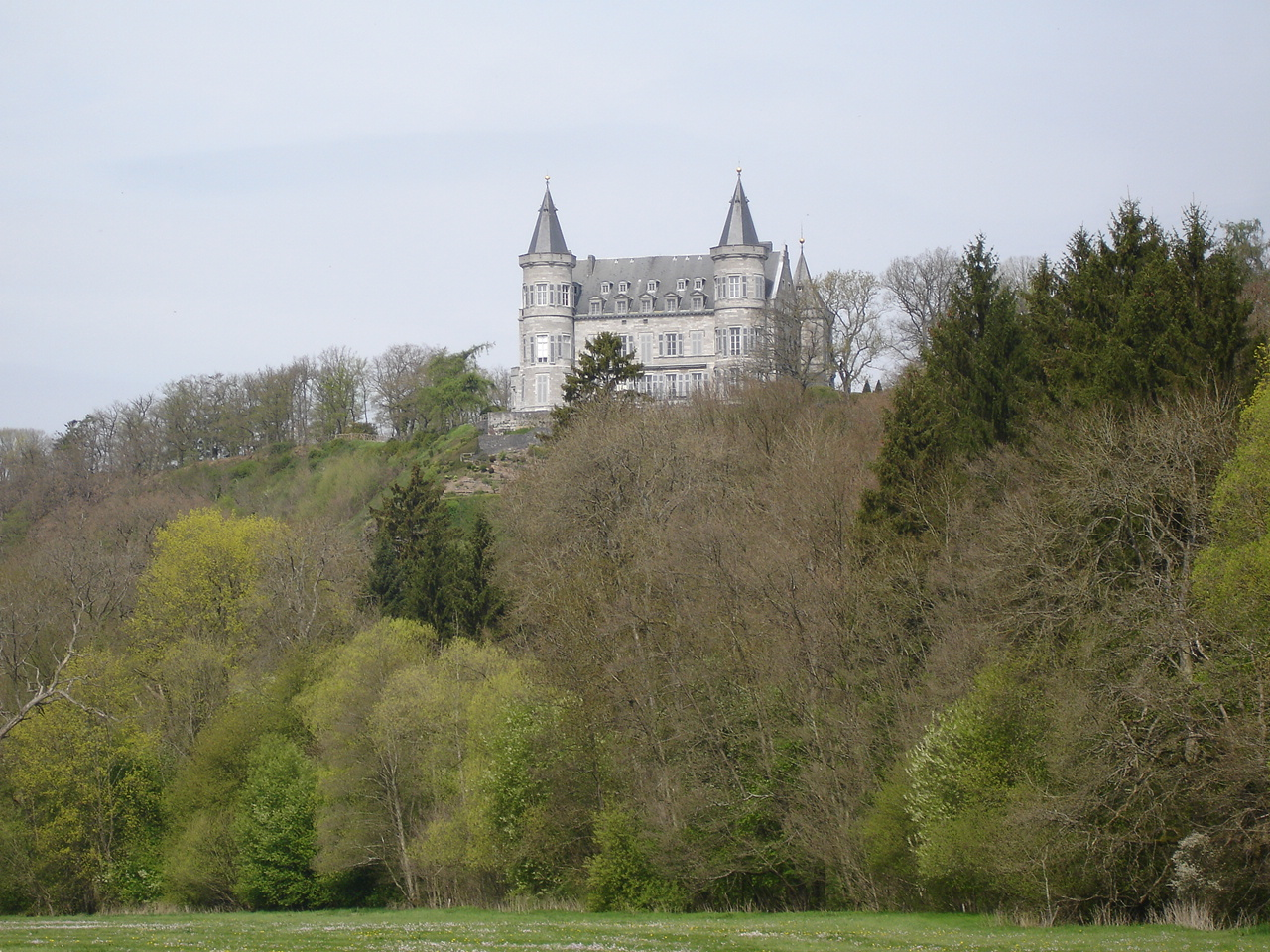
Le château royal.

Le village de Ciergnon est notoire pour son château qui offre une vue imprenable sur toute la région et qui est visible de très loin. Ce domaine est acheté en 1840 par le roi des Belges Léopold Ier à la demande de son épouse la reine Louise-Marie. Il y fait construire un pavillon de chasse avec une terrasse-belvédère. Leur fils Léopold II demande à l'architecte Alphonse Balat de transformer le bâtiment en un château. En 1903, il le lègue à la Donation royale à condition de le laisser à disposition de la famille royale belge. Tous ses successeurs ont été conquis par la beauté de l'endroit et y ont passé de nombreux moments de quiétude.

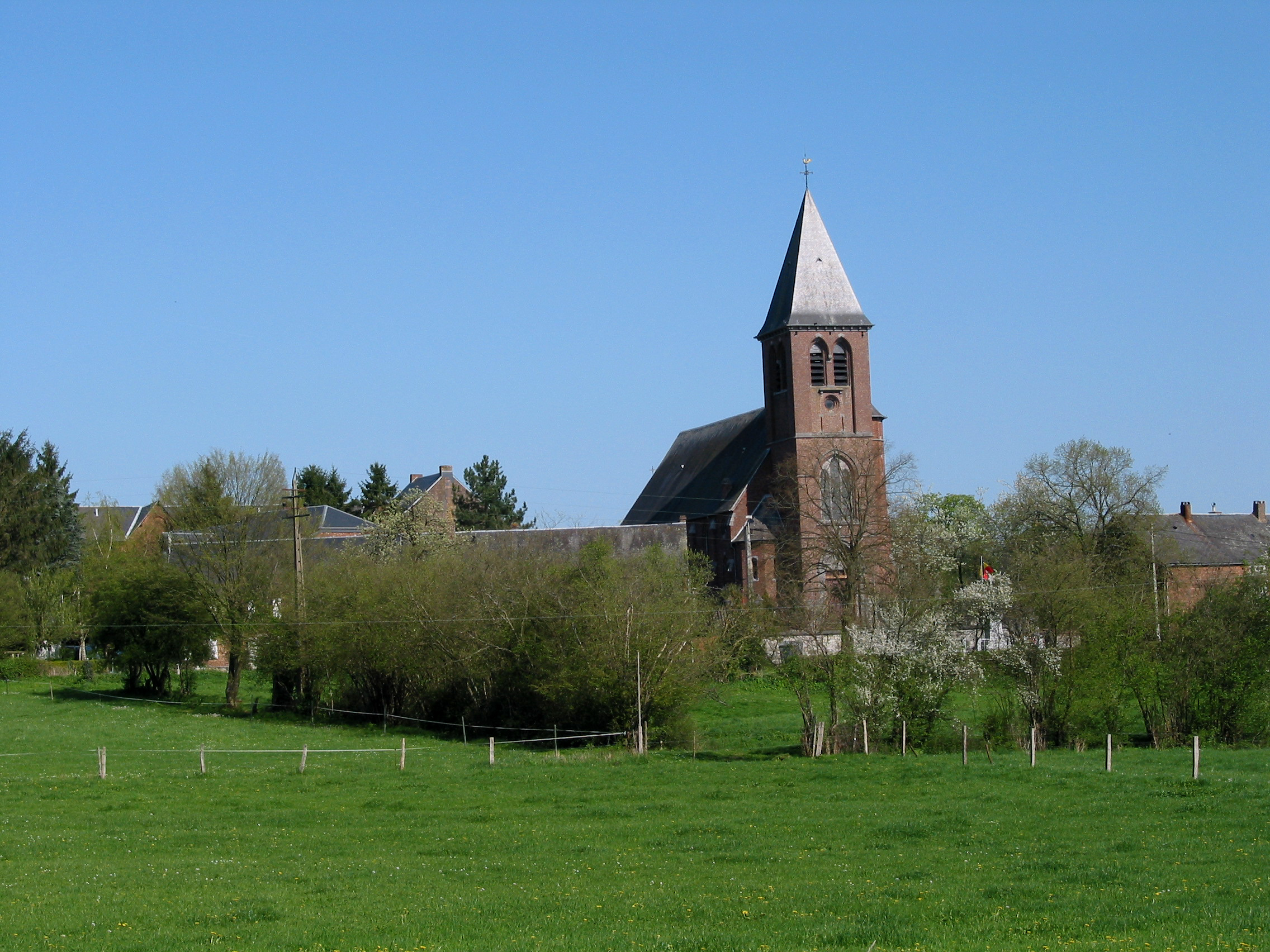
L’église du village.

Durant la Seconde Guerre mondiale, lors de la Bataille de France, Ciergnon est prise le 12 mai 1940, après que les Français s'en sont repliés, par les Allemands de la Panzer-Aufklärung-Abteilung 37, unité de reconnaissance de la 7e Panzerdivision d'Erwin Rommel. Pendant l'Occupation, les princes Baudouin et Albert y ont vécu plusieurs mois, loin des soldats nazis qui surveillaient leur père Léopold III.
En 1960, le roi Baudouin Ier y présente sa fiancée Fabiola de Mora y Aragón aux Belges. Plus près de nous, le château de Ciergnon est le cadre d'autres événements heureux, comme les 60 ans du roi Albert II en 1994 ou les baptêmes des quatre enfants des princes héritiers (la princesse Élisabeth, les princes Gabriel et Emmanuel, et la princesse Éléonore) dans la chapelle du domaine restaurée par la reine Paola.

## Patrimoine  et culture

### Patrimoine architectural
- Château de Ciergnon.
- Château de Fenffe.
- Château de Hérock.